# Естер Рахель Камінська

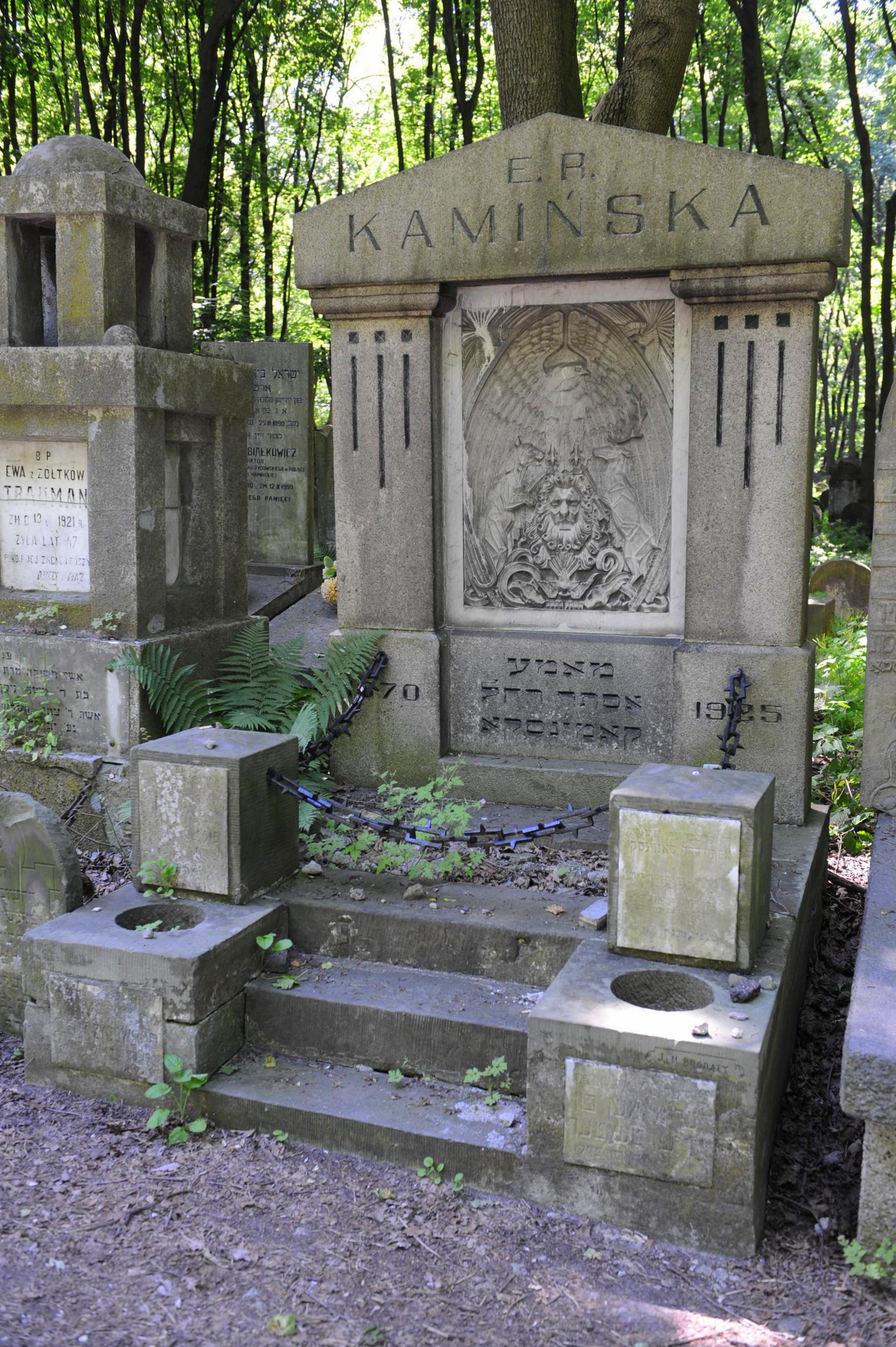
Могила Естер Рахель Камінської

Естер Рахель Камінська (їд. אסתר רחל קאַמינסקאַ), до шлюбу Хальперн (нар. 10 березня 1870, Порозово — 25 грудня 1925, Варшава) — польська акторка театру, засновниця Єврейського театру в Варшаві. Її називали «матір'ю єврейського театру».

## Життєпис
Народилася в Порозові, в сім'ї кантора синагоги. В 1892 році дебютувала на сцені театру «Ельдорадо» в Варшаві. З 1893 року грала в театральній трупі Авраама Ісаака Камінського, з яким пізніше одружилася.
У 1901 році з чоловіком створила мандрівний театр, а в 1913 році — постійний, який знаходився у Варшаві, за адресою вулиця Обозної 1/3. Кошти для створення театру трупа зібрала в 1910 і 1913 роках під час турне США. З 1914 року подорожувала Європою, виступаючи на сценах театрів у Києві, Одесі, Парижі, Петербурзі, що принесло їй славу. Під час Першої світової війни виступала з дочкою Ідою та Зигмундом Турковим на окупованих німецькою армією територіях Російської імперії.
Була співзасновницею Варшавської Літературної Групи.
Естер Рахель Камінська в шлюбі мала трьох дітей: Регіну, Іду та Йозефа. Похована на головній алеї єврейського кладовища на вулиці Окоповій в Варшаві (місце 39). Автор надгробку — Фелікс Рубінліхт.

## Фільмографія
| Рік  | Назва        | Роль          |
| ---- | ------------ | ------------- |
| 1912 | Мірель Ефрос | Мірель Ефрос  |
| 1913 | Незнайомець  |               |
| 1914 | Забій        |               |
| 1914 | Мачуха       |               |
| 1924 | Клятва       | Пані Кронберг |